# Kaple se zvoničkou ve Střížkově
Kaple se zvoničkou stojí ve svahu v katastrálním území Střížkov na ulici U kapliček v Praze 8. V roce 2011 byla Ministerstvem kultury České republiky prohlášena kulturní památkou České republiky.
Kaple byla postavena na místě dřívější chátrající dřevěné kaple z roku 1885. Josef Pokorný z Kobylis zahájil stavbu 12. června 1909 a kaple byla 13. září 1909 vysvěcena. V roce 2009 byla opravena.

## Popis
Novorománská kaple je samostatně stojící zděná stavba na půdorysu obdélníku (3,5 × 4,0 m) s trojbokým závěrem a zvoničkou nad průčelím. Ve vstupním rizalitu je půlkruhově zakončený portál a nad ním je trojúhelníkový štít lemovaný profilovanou římsou a s kruhovou vpadlinou s nápisem „LP 1909“. Po stranách rizalitu jsou úzká křídla ukončená šikmou stříškou. Za rizalitem mezi křídly je zděný nástavec zdobený plastickým zubořezem v omítce a jeho křídla jsou ukončena sedlovými stříškami. Z nástavce vystupuje hmota zvoničky ukončena štítem a sedlovou stříškou s kovovým křížem. Ve zvoničce je otevřený valeně zaklenutý otvor se zvonem, nad ním ve štítu je štukový kříž. Závěr, zdobený obíhající korunní římsou, je v delších stranách prolomen půlkruhově zaklenutými užšími okny. Vstup, okna  a zvonička jsou lemovány ustupující profilovanou šambránou.
V interiéru je malá předsíň zaklenuta valeně a kněžiště má valenou klenbu s konchou. Původní ornamentální podlahu v kapli tvoří barevná dlažba s motivy kvadrilobů a bordurou.
Rozměry kapličky: šířka 3,5 m, délka 4 m, výška 6 m.